# Noi suntem munții noștri
"Noi suntem munții noștri" (în armeană Մենք ենք մեր սարերը) este un monument realizat de către sculptorul armean Sargis Baghdasaryan și situat în orașul Stepanakert.  Monumentul este considerat drept un simbol al independenței de facto a Republicii Nagorno-Karabah. 
Este un monument de dimensiuni mari cioplit în anul 1967 în roci de tuf vulcanic al unui bărbat și a unei femei în vârstă, reprezentând populația de munte din provincia Karabah. 
Acest monument este cunoscut și sub denumirile de "Tatik yev Papik" (Տատիկ և Պապիկ) în armeana de est și "Mamig yev Babig" (Մամիկ եւ Պապիկ) în armeana de vest. 
Stepanakert este capitala provinciei Nagorno-Karabah. Această sculptură este reprezentată și pe Stema Republicii Nagorno-Karabah.